# Deyan Slavov
Deyan Slavov Bonev –en búlgaro, Деян Славов Бонев– (Parvomai, 2 de julio de 1967) es un deportista búlgaro que compitió en piragüismo en la modalidad de aguas tranquilas. Ganó cuatro medallas de bronce en el Campeonato Mundial de Piragüismo entre los años 1989 y 1991.

## Palmarés internacional
| Campeonato Mundial | Campeonato Mundial | Campeonato Mundial | Campeonato Mundial |
| Año                | Lugar              | Medalla            | Competición        |
| ------------------ | ------------------ | ------------------ | ------------------ |
| 1989               | Plovdiv (Bulgaria) | Medalla de bronce  | C4 1000 m          |
| 1990               | Poznań (Polonia)   | Medalla de bronce  | C4 500 m           |
| 1990               | Poznań (Polonia)   | Medalla de bronce  | C4 1000 m          |
| 1991               | París (Francia)    | Medalla de bronce  | C4 1000 m          |